# OpenROV

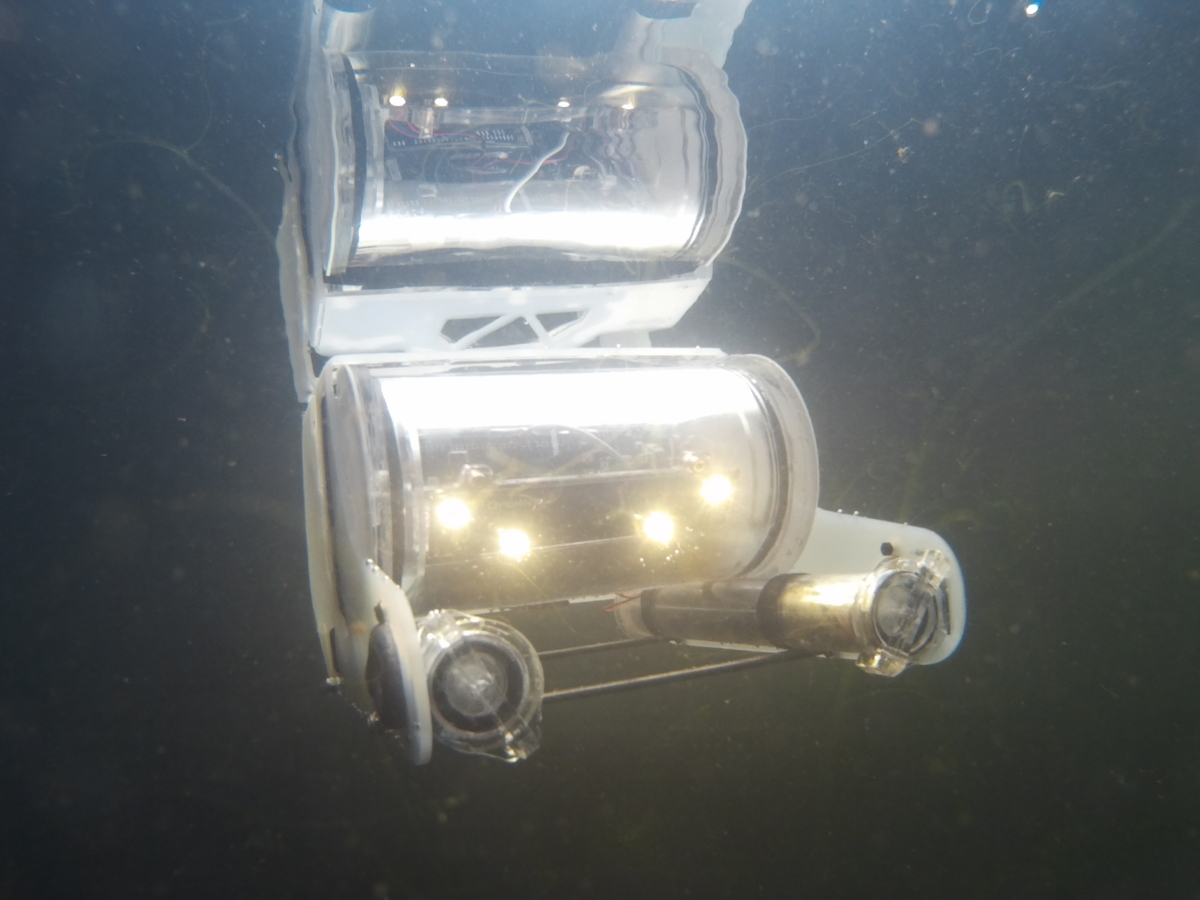
Апарат та його дзеркальне відбиття від поверхні води

OpenROV — відкритий проект, метою якого є створення дешевого мініатюрного дистанційно керованого підводного човна для підводних досліджень і освіти.

## Конструкція і програмне забезпечення
Підводний човен забезпечений двигунами, джерелом світла і відеокамерою, керується через кабель.
Креслення та програмне забезпечення апарата мають відкритий вихідний код, розміщені на сервері GitHub і доступні на GitHub.
Як бортовий комп'ютер використовується платформа Beagle Board.